# La Portella del Pinell
La Portella del Pinell és una muntanya de 1.099 metres que es troba entre els municipis de Mas de Barberans i la Sénia, a la comarca del Montsià.
Aquest cim està inclòs al llistat dels 100 cims de la FEEC